# 深澤里奈
深澤 里奈（ふかざわ りな、1974年12月16日 - ）は、東京都出身のパーソナリティ・茶道家。レプロエンタテインメント所属。身長167cm。血液型AB型。元フジテレビアナウンサー。

## 来歴・人物
高校2年生の時に校内弁論大会で優勝。「緊張の中で人前で話すという快感が忘れられず、アナウンサーを目指したのはこれがきっかけかも知れない」と話している。
富士見高等学校卒業。フェリス女学院大学文学部英文学科卒業。1997年、フジテレビに入社。同期入社には宇田麻衣子、春日由実など。アナウンサーとして『どうーなってるの?!』『笑っていいとも!春・秋の祭典スペシャル』など多くの番組で司会、ナレーションを務める。祖母の介護の経験から、フジテレビ在局中の2000年にホームヘルパー2級を取得している。1999年9月に三菱商事社員の一般人と結婚したものの2001年7月に離婚。2004年1月末、“自分の将来を見つめ直す”ためにフジテレビを退社。
フジテレビ退社後はレプロエンタテインメントとマネージメント契約している。テレビだけでなく多くのメディアでパーソナリティとして活動し、執筆や、講演なども行っている。祖母の影響で15歳より江戸千家十世家元・川上宗雪に弟子入り。「深澤里雪」という道号を持ち、茶の湯師範でもある。
2009年より、心の調和を目的とした新しいスタイルの茶の湯ワークショップ「tea journey」を開店。2004年からアシュタンガヨガを始め、それに伴い食生活も野菜中心となった。
食べること、料理することが好きで、それに関連した取材も多く、著書に『贅沢なおやつ』『極上のおやつ』などがある。
写真やデザインを趣味とし、2008年度のミラノサローネにデコレーターとして参加。日本の大手メーカーのプリンターを世界にアピール。また、ライカ用ポーチを発案してバッグメーカーから商品化されたり、帯の図案を提案するなどしている。
ジャズ・シンガーのakikoや、同期で元日本テレビアナウンサーの馬場典子と親交が深い。

## フリー後の出演番組

### ラジオ
- PEACE OF HEART（J-WAVE 2004年4月～2010年12月）
- 深澤里奈 Portraits Of Life（TOKYO FM 2006年4月～2007年3月）
- 星降る夜のリストランテ（FMヨコハマ 2007年4月～2008年3月）
- 椎名誠的ラジオ地球の歩き方（ニッポン放送 2008年10月～2009年3月）[9]
- J-WAVE SUNDAY LIBRARY（J-WAVE 2011年4月～2013年3月）

### テレビ
- いつもロハス日和（BS朝日 2010年4月～）ナレーション
- ジュピターテレコム（2005年）
- 街道てくてく旅（NHK BS2 2006年）（東海道編の総集編のナレーター）
- 所さんのこんな見方があったんだ!天才脳強化スペシャル!（2006年）
- 踊る!さんま御殿!!（日本テレビ 2007年2月27日）
- ザ!世界仰天ニュース（日本テレビ 2007年）（元同僚の山中秀樹、木佐彩子、富永美樹と共演）
- ちい散歩「矢島&久保田アナの流行りもの散歩」（テレビ朝日 2010年11月11日）
- 人生が変わる1分間の深イイ話（日本テレビ 2015年9月7日）[8]
- 私の何がイケないの?（TBS 2015年11月9日）
- プレミアムジャーニー〜週末、大人の贅沢をお届けします〜（テレビ東京 2016年6月12日、2016年9月10日）

## フジテレビ時代の出演番組
報道・情報番組
| 期間          | 期間          | 番組名                     | 役職                       |
| ------------- | ------------- | -------------------------- | -------------------------- |
| 1997年9月29日 | 1999年3月31日 | どうーなってるの?!         | 司会                       |
| 1999年4月1日  | 2000年3月31日 | 2時のホント                | 菊間千乃の代役             |
| 1999年4月3日  | 2000年3月25日 | 土曜一番!花やしき          | レポーター                 |
| 2000年4月1日  | 2001年3月25日 | FNNスーパーニュースWEEKEND | スポーツキャスター         |
| 2000年10月1日 | 2002年9月29日 | 産経テレニュースFNN        | キャスター                 |
| 2002年10月7日 | 2004年1月     | F-2                        | レポーター兼福井謙二の代役 |

バラエティ番組・その他
- FNSの日・27時間テレビ'97（第11回の提供読み、本社お台場移転後初めてのアンカーマンとなった）
- シザーズリーグ2001（1999年4月～2000年3月）
- 風まかせ 新・諸国漫遊記（1999年4月～2000年3月）
- 森田一義アワー 笑っていいとも!（2000年10月～2004年1月，月曜→水曜→木曜テレフォンアナ）
  - 笑っていいとも!増刊号
  - 笑っていいとも!特大号（2000年-2003年）
- 本能のハイキック!（2002年4月～2002年9月）

## 著書
- 贅沢なおやつ（マガジンハウス 2005年　松任谷由実、本上まなみ、藤田千恵子、桜沢エリカ、はなとの共著）
- 極上のおやつ（マガジンハウス 2007年　松任谷由実、本上まなみ、藤田千恵子との共著）
- お茶のある美しい暮らし ― 心が豊かになる茶の湯の旅 tea journey（ワニ・プラス  2011年）